# شكيلا
شكيلا (بالفارسية: شکیلا) (3 مايو 1962 في طهران، المملكة الإيرانية - )؛ مغنية وموسيقية إيرانية، بدأت الغناء في العام 1990.

## وصلات خارجية
- شكيلا على موقع ميوزك برينز (الإنجليزية)
- شكيلا على موقع ديسكوغز (الإنجليزية)